# Tlahuixcalpantecuhtli

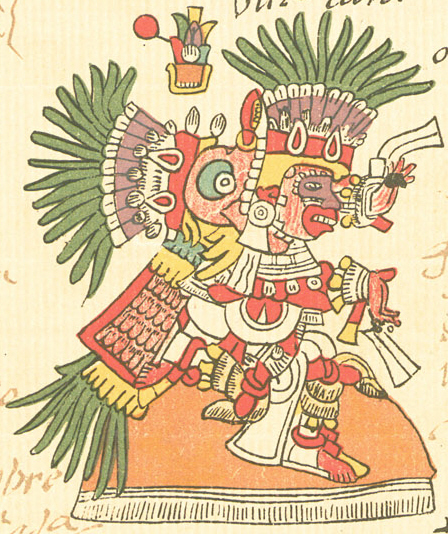
Illustrazione di Tlahuixcalpantecuhtli

Tlahuizcalpantecuhtli, o Tlahuizcalpantecutli ("signore della stella dell'aurora"), secondo la mitologia azteca, era la personificazione della stella del mattino, cioè il pianeta di Venere come appare al mattino. Suo fratello Xolotl era il pianeta Venere come stella della sera. Tlahuizcalpantecuhtli era un aspetto di Quetzalcoatl.